# رهف محمد القنون
رهف محمد القنون (متولد ۱۱ مارس ۲۰۰۰) یک زن عربستانی است که در تاریخ ۶ ژانویهٔ ۲۰۱۹ هنگام مسافرت از کویت به استرالیا، در فرودگاه بانکوک توسط مقامات تایلندی بازداشت شد. دلیل این سفر فرار از خانواده و درخواست پناهندگی در استرالیا بوده زیرا به دلیل ارتداد از اسلام، از سوی آن‌ها تهدید به مرگ شده‌است. پس از درخواست کمک در توییتر، تحت حمایت کمیسیون حقوق بشر سازمان ملل متحد قرار گرفت و توانست پناهندگی بگیرد. در ۱۱ ژانویه به او در کانادا پناهندگی داده‌شد.

## اوایل زندگی
القنون در تاریخ ۱۱ مارس ۲۰۰۰ متولد شد. پدرش فرماندار شهر السلیمی در استان حائل بود.
القنون می‌گوید خانواده اش مانع تحصیل او شدند، ماه‌ها او را در خانه زندانی کردند و او را تحت آزار جسمی و روحی قرار داده‌اند و تهدید کرده‌اند که او را بکشند زیرا او از اسلام پیروی نمی‌کند. ارتداد در اسلام جرمی است که طبق قانون عربستان سعودی مجازات آن اعدام است.

## مهاجرت
رهف هنگامی که با خانواده‌اش به کویت رفته بود، از فرصت استفاده کرده و به تایلند گریخت تا از آنجا به استرالیا رفته و پناهنده شود. دولت تایلند در ابتدا می‌خواست او را به دلیل نداشتن ویزا و مدارک اقامتی به کشورش بازگرداند، اما تحت فشار بین‌المللی از استرداد او صرف‌نظر کرد. رهف گفته بود اگر به کشورش برگردد به دست خانواده خودش کشته می‌شود. این پناهجوی جوان در نهایت نتوانست به استرالیا برود، اما با پادرمیانی کمیساریای عالی پناهندگان سازمان ملل متحد پرونده‌اش در کانادا پذیرفته شد. در مدت اقامت رهف در تایلند، پدر او برای دیدنش به تایلند رفت، اما او حاضر به دیدن پدرش نشد.
خانواده رهف پس از رسیدن او به کانادا نامه‌ای به او نوشته و گفته‌اند که دیگر او را عضو این خانواده نمی‌دانند. رهف نیز در واکنش به این نامه اعلام کرد که از این پس نام خود را به «رهف محمد» تغییر داده و دیگر از نام خانوادگی «القنون» استفاده نمی‌کند.